# Nikolaj Ivanovič Kostomarov
Nikolaj Ivanovič Kostomarov (rusko Никола́й Ива́нович Костома́ров, ukrajinsko Мико́ла Іва́нович Костома́ров), rusko-ukrajinski zgodovinar, pisatelj, pesnik in publicist, * 16. maj 1817, sloboda Jurasovka, Voroneška gubernija, Ruski imperij (sedaj Rusija), † 19. april 1885, Sankt Peterburg, Ruski imperij (sedaj Rusija).
Kostomarov je bil eden najuglednejših rusko-ukrajinskih zgodovinarjev, profesor ruske zgodovine na Univerzi svetega Vladimirja v Kijevu in kasneje na Univerzi v Sankt Peterburgu, dejavni državni svetnik Rusije, avtor številnih knjig, vključno z njegovo znano biografijo hetmana zaporoških kozakov iz 17. stoletja Bogdana Hmelnickega, raziskavo o atamanu donskih kozakov Stenki Razinu in njegovim temeljnim delom Ruska zgodovina v življenjepisih njenih glavnih osebnosti (rusko Русская история в жизнеописаниях её главнейших деятелей) v 3-h delih.
Bil je znan tudi kot ukrajinski folklorist in avtor del o ukrajinski zgodovini. Bil je član ukrajinskega narodnega preporodnega društva, Društva Cirila in Metoda, ki je obstajalo v Kijevu od januarja 1846 do marca 1847. Bil je bil tudi etnograf, panslavist in promotor narodniškega gibanja v Ruskem imperiju.

## Zgodnja leta
Njegov oče je bil posestnik Ivan Petrovič Kostomarov (1769–14. julij 1828) in je pripadal ruskemu plemstvu. Njegove daljne družinske korenine so bile v Moskovski veliki kneževini od vladavine Borisa Godunova. Njegova mati Tatjana Petrovna Melnikova (1800–1. februar 1875) je bila etnična Ukrajinka in ena od očetovih podložnic – zato je bil Nikolaj Kostomarov kot nezakonski sin po tedanjih zakonih imperija dejansko »podložnik« svojega očeta. Oče je mati poslal v Moskvo na študij v zasebni internat z namenom, da bi se kasneje poročil z njo. Starša sta se poročila septembra 1817, po rojstvu sina. Oče je nameraval posvojiti Nikolaja, a za to ni imel časa.
Oče je bil ljubitelj francoske književnosti 18. stoletja, katere zamisli je skušal vnesti tako svojemu mlademu sinu kot svojemu dvoru, vendar je s podložniki ravnal zelo ostro. 14. julija 1828 so ga ubili njegovi dvorjani in ukradli premoženje, ki si ga je nabral. Po uradni različici je 59-letnega očeta, ki se je s kočijo vračal v Jurasovko, ponoči ubil lastni kočijaž s sostorilci, ki je umor poskušal predstaviti kot nesrečo. Po hitrem zasledovanju je bilo razkrito kaznivo dejanje, storjeno z namenom obogatitve. Vendar pa po drugi različici zločin ni bil takoj razrešen. Zemska policija, ki je preiskovala primer, ni izvedla nobene preiskave izgube denarja in je umor prepoznala kot »nesrečo«. Le pet let pozneje se je v cerkvi na grobu Ivana Kostomarova kočijaž, ki je zagrešil ta umor, javno pokesal zločina. Kot je zapisal Nikolaj Kostomarov sam:
Kočijažu je bilo ime Savelij Ivanov, star je bil že več kot 60 let. V sebi je človek leta nosil greh. Ni vzdržal. Prosil je duhovnika, naj pozvoni in javno izpovedal pri nagrobnem križu ter povedal vso resnico o tem, kar se je zgodilo. Zlobcem so sodili in kočijaž je med zaslišanji rekel: »Gospodar je sam kriv, da nas je skušal; nekoč je vsem začel govoriti, da boga ni, da na naslednjem svetu ne bo nič, da se le bedaki bojijo posmrtne kazni – vtepli smo si v glavo, da če na naslednjem svetu ni nič, potem je možno delati vse.
Smrt Ivana Kostomarova je njegovo družino postavila v težko pravno situacijo. Nikolaja, rojenega pred poroko, so kot podložnika zdaj podedovali očetovi najbližjih sorodniki, očetovi bratranci Rovnevi.
Njegova mati, ki je ostala z zelo skromnim dohodkom, je Nikolaja premestila iz moskovskega internata (kjer je, ko je šele začel študirati, prejel vzdevek Enfant miraculeux – čudežni otrok zaradi svojih briljantnih sposobnosti) v penzion v Voronežu, bližje doma. Izobraževanje v njem je bilo cenejše, vendar je bila raven poučevanja zelo nizka in fant je komaj preživel dolgočasna predavanja, ki mu praktično niso dala ničesar. Potem ko je tam ostal približno dve leti, so ga zaradi »potegavščine« izključili iz tega internata in se je leta 1831 preselil v Gimnazijo v Voronežu. Po končanem tečaju leta 1833 je postal študent Zgodovinsko-filološke fakultete Univerze v Harkovu.

## Študij
Že v prvih letih študija so se pokazale njegove briljantne sposobnosti, za kar si je od učiteljev moskovskega internata, v katerem v času očetovega življenja ni dolgo študiral, prislužil vzdevek čudežnega otroka. Naravna živost njegovega značaja na eni strani in nizka raven tedanjih učiteljev na drugi strani mu nista dali možnosti, da bi se resno vključil v pouk. Prva leta njegovega bivanja na Univerzi v Harkovu, katere zgodovinska in filološka fakulteta takrat še ni blestela s profesorskimi talenti, so se v tem pogledu zanj malo razlikovala od gimnazije. Sam Kostomarov je veliko delal, zanesla ga je bodisi klasična antika bodisi nova francoska književnost, vendar so ta dela potekala brez ustreznega vodstva in sistema, pozneje pa je svoje študentsko življenje označil za »kaotično«. Šele leta 1835, ko se je na oddelku za splošno zgodovino v Harkovu pojavil Mihail Lunin, je Kostomarov postal bolj sistematičen. Nanj so močno vplivala Luninova predavanja in se je z navdušenjem posvetil študiju zgodovine.
Kljub temu se je še tako bežno zavedal svojega resničnega poklica, da je po diplomi na univerzi vstopil v vojaško službo. Njegova nezmožnost zanjo pa je kmalu postala jasna tako nadrejenim kot njemu samemu. Navdušen nad študijem arhiva krajevnega okrajnega sodišča, ohranjenega v mestu Ostrogožsk, kjer je bil nastanjen njegov polk, se je Kostomarov odločil napisati zgodovino slobodskih kozaških polkov. Po nasvetu nadrejenih je zapustil polk in se jeseni 1837 znova pojavil v Harkovu, da bi dopolnil svojo izobrazbo iz zgodovine.
V tem času intenzivnega študija se je, delno pod Luninovim vplivom, pri njem začel oblikovati pogled na zgodovino, v katerem so bile izvirne poteze v primerjavi s pogledi, ki so med ruskimi zgodovinarji prevladovali tedaj. Po kasnejših besedah samega znanstvenika je »prebral veliko vseh vrst zgodovinskih knjig, razmišljal o znanosti in prišel do naslednjega vprašanja: zakaj v vseh zgodbah govorijo o izjemnih državnikih, včasih o zakonih in institucijah, a kot da zanemarjajo življenje množic? Kot da ubogi moški-kmet-delavec ne obstaja za zgodovino; zakaj nam zgodovina ne pove ničesar o njegovem načinu življenja, o njegovem duhovnem življenju, o njegovih občutkih, o njegovem načinu radosti in žalosti?« Zamisel o zgodovini ljudi in njihovem duhovnem življenju je v nasprotju z zgodovino države od tedaj postala glavna zamisel v krogu zgodovinskih pogledov Kostomarova. S spreminjanjem koncepta vsebine zgodovine je razširil obseg njenih virov. Kot je zapisal: »Kmalu sem prišel do zaključka, da je treba zgodovino preučevati ne le iz mrtvih kronik in zapiskov, ampak tudi od živih ljudi.« Naučil se je ukrajinskega jezika, ponovno prebiral objavljene ukrajinske ljudske pesmi in tiskano literaturo v ukrajinščini, tedaj zelo skromno, opravljal »etnografske ekskurzije iz Harkova v sosednje vasi, v krčme«. Pomlad 1838 je preživel v Moskvi, kjer je poslušanje predavanj Stepana Ševirjova še okrepilo njegov romantičen odnos do ljudi.
Od druge polovice 1830-ih je začel pisati v ukrajinščini, pod psevdonimom Jeremija Galka, v letih 1839–1841 pa je izdal dve drami in več zbirk pesmi, tako izvirnih kot prevedenih. Pisal je prozo v ruščini.
Leta 1842 je objavil disertacijo O pomenu unije v zahodni Rusiji (О значении унии в западной России). Do že načrtovanega spora ni prišlo zaradi sporočila harkovskega nadškofa Inokentija o nezaslišani vsebini knjige. Čeprav je šlo le za nekaj neuspešnih izrazov, je peterburški profesor Nikolaj Ustrjalov, ki je v imenu Ministrstva za javno šolstvo analiziral delo Kostomarova, o njem podal takšno oceno, da je bilo knjigo ukazano zažgati.
Kostomarovu so dovolili napisati še eno magistrsko nalogo, konec leta 1843 pa je fakulteti predstavil delo z naslovom »O zgodovinskem pomenu ruskega ljudskega pesništva« (Об историческом значении русской народной поэзии), ki ga je zagovarjal v začetku naslednjega leta. V tem delu so do izraza prišle etnografske težnje raziskovalca, ki so dobile bolj določno obliko zaradi njegovega zbliževanja s krogom mladih Ukrajincev (Oleksandr Korsun, Porfirij Korenicki, Ivan Betski in drugi), ki so tako kot on sanjali o oživitvi ukrajinske književnosti.

## Kulturna politika in panslavizem
Mnogi so ga imeli za vodilnega intelektualca narodnikov. Bil je pomemben v zgodovini ruske in ukrajinske kulture. Vprašanje, ali je bil bolj »Rus« ali bolj »Ukrajinec«, se je najprej pojavilo, ko je bil še živ in je še vedno predmet sporov. Bil je dejaven v kulturni politiki v Ruskem imperiju kot zagovornik panslovanskega in federaliziranega političnega sistema. Bil je pomembna osebnost ukrajinskega narodnega gibanja, prijatelj pesnika Tarasa Ševčenka, zagovornik ukrajinskega jezika v književnosti in šolah ter zagovornik populistične oblike panslavizma, ljudskega gibanja v delu ruske inteligence tedanjega časa.
Takoj po zaključku druge disertacije se je Kostomarov lotil novega dela o zgodovini Bogdana Hmelnickega in v želji, da bi obiskal območja, kjer so se zgodili dogodki, ki jih je opisal, je postal gimnazijski učitelj, najprej leta 1844 v Rovnu, nato leta 1845 v Kijevu. Leta 1846 je svet kijevske univerze Kostomarova izvolil za profesorja ruske zgodovine, od jeseni tega leta pa je začel s predavanji, kar je takoj vzbudilo veliko zanimanje občinstva.
V Kijevu, tako kot v Harkovu, se je okrog njega oblikoval krog ljudi, ki so bili predani zamisli slovanske enotnosti, ustvarjanju idealne federacije slovanskih ljudstev na podlagi razredne enakosti, svobode tiska in vere. V ta krog so spadali: Pantelejmon Kuliš, Af. V. Markevič, Mikola Gulak, Vasil Bilozerski, Taras Ševčenko, A. A. Navrocki.
Vzajemnost slovanskih narodov – v naši domišljiji ni bila več omejena na sfero znanosti in pesništva, ampak se je začela predstavljati v podobah, v katerih bi, kot se nam je zdelo, morala biti utelešena za prihodnjo zgodovino. Poleg naše volje se nam je federativni sistem začel prikazovati kot najsrečnejši potek družbenega življenja slovanskih narodov ... V vseh delih federacije so bili predpostavljeni enaki temeljni zakoni in pravice, enakost teže, mer in kovancev, odsotnost carin in svobode trgovine, splošna odprava kmetstva in suženjstva v kakršni koli obliki, enotna osrednja oblast, zadolžena za odnose zunaj unije, vojska in mornarica, vendar popolna avtonomija vsakega dela v zvezi z notranjimi institucijami, notranjo upravo, pravosodjem in javnim izobraževanjem.
Za širjenje teh zamisli se je prijateljski krog preoblikoval v Društvo Cirila in Metoda. Panslavistične sanje mladih navdušencev so bile kmalu prekinjene. Študent Petrov, ki je slišal njihove pogovore, jih je prijavil. Spomladi 1847 so jih aretirali, obtožili državnega zločina in jih podvrgli različnim kaznim.
Kostomarova so po enem letu v Petropavlovski trdnjavi »premestili v službo« v Saratov in ga dali pod nadzor krajevne policije, za naprej pa mu je bilo prepovedano tako poučevati kot tiskati in objavljati svoja dela. Od leta 1847 do 1854 Kostomarov, čigar zanimanje za zgodovino Male Rusije in njeno literaturo je povzročilo sume o njegovih separatističnih nazorih, zaradi teh prepovedi tako ni pisal ničesar. Toda po tem času se je ponovno začela njegova literarna dejavnost in poleg ločenih del so vodilne ruske kritike, kot so Stara in Nova Rusija, Zgodovinski glasnik in Glasnik Evrope, vsebovale njegove številne prispevke najvišje vrednosti. Povezava je Kostomarovu pokazala resnične razsežnosti brezna, ki leži med njegovimi ideali in realnostjo, vendar v njem ni ubil ne idealizma, ne energije in delovne sposobnosti. V Saratovu je še naprej pisal zgodovino Hmelnickega, začel novo delo o notranjem življenju ruske države 16.–17. stoletja, opravljal etnografske izlete, zbiral ljudske pesmi in legende, kot prej v Mali Rusiji, se seznanil z razkolniki in sektaši. Leta 1855 so mu dovolili dopust v Sankt Peterburgu, kar je izkoristil za dokončanje dela o Hmelnickem. Leta 1856 so odpravili prepoved tiskanja njegovih del, nato pa so mu odvzeli nadzor. Po potovanju v tujino se je Kostomarov ponovno naselil v Saratovu, kjer je napisal Upor Stenke Razina (Бунт Стеньки Разина) in kot uradnik deželnega odbora za izboljšanje življenja kmetov sodeloval pri pripravi kmečke prenove.

## Zgodovinar
Spomladi 1859 ga je sanktpeterburška univerza povabila na katedro ruske zgodovine, ki se je izpraznila z upokojitvijo Ustrjalova. Prepoved pedagoške dejavnosti, ki je še vedno obremenjevala Kostomarova, so odpravili na zahtevo ministra B. P. Kovalevskega in novembra 1859 je Kostomarov odprl svoja predavanja na univerzi. To je bil čas najbolj intenzivnega dela v življenju Kostomarova in njegove največje priljubljenosti. Vendar, kot je poudaril Konstantin Golovin: »Glas Kostomarova in njegov način branja močno spominjata na brezzobo mrmranje stare ženske. Ne morem reči, da je bilo v njegovih predavanjih kaj posebej fascinantnega, ki je vsaj od daleč spominjalo na briljantna predavanja Granovskega ... Lahko pa rečem eno stvar: Kostomarov je uspel narediti ruske kronike izjemno priljubljene med študenti.«
Ruski javnosti, kateri je bil že znan kot nadarjen pisatelj, se je zdaj pojavil kot profesor z močnim in izvirnim talentom za razstavljanje in samostojne in nove poglede na naloge in bistvo zgodovine. Ti pogledi so bili tesno povezani s tistimi pogledi, ki jih je razvil v Harkovu. Sam Kostomarov je glavno zamisel svojih predavanj oblikoval na ta način:
Z vstopom na oddelek sem se v svojih predavanjih zadal z zamislijo, da bi v ospredje postavili življenje ljudi v vseh njegovih posebnih pojavnih oblikah ... Rusko državo so sestavljali deli, ki so prej živeli svoje samostojno življenje in dolgo potem se je življenje delov izražalo z odličnimi težnjami v splošnem državnem sistemu. Najti in zajeti te značilnosti ljudskega življenja delov ruske države je bila zame naloga študija zgodovine.
Pod vplivom te zamisli je Kostomarov razvil poseben pogled na zgodovino nastanka ruske države, ki je ostro nasprotoval stališčem slovanskofilske šole in Sergeja Solovjova. Enako daleč od mističnega čaščenja ljudi in od enostranskega navdušenja nad zamislijo državnosti je Kostomarov poskušal ne le razkriti pogoje, ki so privedli do oblikovanja ruskega državnega sistema, ampak tudi bližje določiti samo naravo tega sistema, njegov odnos do življenja pred njim in njegov vpliv na množice. S tega vidika so zgodovino ruske države obarvali v temnejše barve kot v njenih podobah drugi zgodovinarji, še posebej, ker ga je kritičen odnos do njenih virov, ki ga je pridobil Kostomarov, zelo kmalu pripeljal do zamisli o potrebi po prepoznavi kot nezanesljive nekatere njegove briljantne epizode, ki so veljale že prej, saj so bile trdno uveljavljene. Kostomarov je v tisku predstavil nekaj svojih zaključkov, ki so ga močno napadli, toda na univerzi so bila njegova predavanja nezaslišano uspešna in pritegnila množico študentov in tujcev.
Hkrati so Kostomarova izvolili za člana Arheografske komisije in lotil se je objave aktov o zgodovini Male Rusije v 17. stoletju. Ko je te dokumente pripravljal za objavo, je o njih začel pisati vrsto monografij, ki naj bi sestavljale zgodovino Male Rusije od časa Hmelnickega. To delo je nadaljeval do konca življenja. Poleg tega je sodeloval v nekaterih revijah (Russkoe slovo, Sovremennik), v njih je objavljal odlomke iz svojih predavanj in zgodovinske članke. V tej dobi svojega življenja je bil precej blizu naprednim krogom peterburške univerze in novinarstva, vendar mu je navdušenje nad gospodarskimi vprašanji preprečilo, da bi se popolnoma zlil z njimi, hkrati pa je ohranil romantičen odnos do ljudi in ukrajinofilskih zamisli. Najbližje mu je bila revija Osnova, ki so jo ustanovili nekateri nekdanji člani Društva Cirila in Metoda, in kjer je objavil vrsto člankov, posvečenih predvsem pojasnjevanju obstoja »dveh ruskih narodnosti» in polemike s Poljaki, ki so tak pomen zanikali (Resnica Poljakom o Rusiji (Правда полякам о Руси)), in velikoruskimi pisatelji. Kot je zapisal sam:
Izkazalo se je, da ruski ljudje niso enotni – sta dva in kdo ve, morda se jih bo odprlo več, pa je eden ruski ... Zelo verjetno je, da sem se v marsičem zmotil, ko sem predstavil tak koncept o razliki med obema ruskima narodoma, sestavljen iz opazovanj zgodovine in njihovega resničnega življenja. Delo drugih me bo grajalo in popravljalo. A če razumemo to razliko na ta način, mislim, da bo naloga vaše fundacije: izraziti v literaturi vpliv, ki bi ga morale imeti posebnosti južnoruske narodnosti na našo splošno izobrazbo. Ta vpliv ne bi smel uničiti, ampak dopolniti in ublažiti temeljno velikorusko načelo, ki vodi v enotnost, v zlitje, v strogo državno in skupnostno obliko, ki absorbira posameznika, in željo po praktični dejavnosti, ki pade v materialnost, brez pesništva. Južnoruski element bi moral našemu skupnemu življenju dati raztapljajoč, poživljajoč, poduhovljiv začetek. Južnorusko pleme je v pretekli zgodovini dokazalo svojo nezmožnost za javno življenje. Po pravici se je morala umakniti ravno velikoruskemu, se mu pridružiti, ko je bila naloga splošne ruske zgodovine oblikovanje države. Toda državno življenje se je oblikovalo, razvijalo in krepilo. Zdaj je naravno, da narodnost z drugačnim, nasprotnim temeljem in značajem vstopi v sfero prvotnega razvoja in vpliva na velikorusko.
Po besedah zgodovinarja Ivana Lappa:
Kostomarov, zagovornik federalizma, vedno zvest maloruskemu ljudstvu svoje matere, je to ljudstvo brez zadržkov priznal kot organski del enega samega ruskega ljudstva, ki je po njegovi definiciji »narodni element vseruskega«, »v prvi polovici naše zgodovine« se pojavlja »skupaj šest glavnih narodnosti, in sicer: 1) južnoruski, 2) severski, 3) velikoruski, 4) beloruski, 5) pskovski in 6) novgorodski.« Hkrati je Kostomarov menil, da je njegova dolžnost, da »opozori na tista načela, ki so določala povezavo med njima in služila kot razlog, da so vsi skupaj nosili in bi morali nositi ime skupne ruske dežele, pripadali isti splošni sestavi in so se te povezave zavedali, kljub okoliščinam, nagnjeni k uničenju te zavesti. Ta načela so: 1) izvor, način življenja in jeziki, 2) enotna knežja družina, 3) krščanska vera in enotna cerkev.«
Po zaprtju sanktpeterburške univerze zaradi študentskih nemirov leta 1861 je več profesorjev, med njimi Kostomarov, v mestni dumi organiziralo sistematična javna predavanja, znana v tedanjem tisku pod imenom »prosta« ali »gibljiva« univerza. Kostomarov je predaval starodavno rusko zgodovino. Ko so profesorja Pavlova po javnem branju o tisočletju Rusije izgnali iz Sankt Peterburga, se je odbor za organizacijo predavanj v dumi odločil, da jih protestno ustavi. Kostomarov te odločitve ni hotel ubogati, toda na njegovem naslednjem predavanju (8. marca 1862) ga je razburjenje v javnosti prisililo, da je prenehal brati, nadaljnja predavanja pa je uprava prepovedala.
Spomladi in poleti 1862 se je Kostomarov podal na potovanje po Rusiji in obiskal znane zgodovinske kraje za arheografske in arheološke namene. Zlasti na bregovih pritoka Šelon presušene reke Drani (sedaj potok Drjano) je odkril in površno pregledal množični grob vojakov Velikega Novgoroda, ki so umrli v bitki ob Šelonu leta 1471, kasneje izgubljen.
Leta 1862 je bil prisiljen odstopiti s položaja predsednika oddelka za zgodovino Univerze v Sankt Peterburgu, ker je simpatiziral z revolucionarnim gibanjem liberalcev, naprednih in socialistov. Ko je leta 1862 zapustil profesorsko mesto na Univerzi v Sankt Peterburgu, se ni mogel več vrniti na oddelek, saj je bil znova sum na njegovo politično zanesljivost, predvsem zaradi prizadevanj moskovskega »zaščitniškega« tiska. Leta 1863 ga je na oddelek povabila kijevska univerza, leta 1864 Univerza v Harkovu, leta 1869 spet kijevska univerza, vendar je moral po navodilih Ministrstva za javno šolstvo zavrniti vsa ta povabila in se omejiti na eno literarno dejavnost, ki se je s prenehanjem izhajanja Osnove tudi zaprla v tesnejše okvire. Po aretacijah je še naprej promoviral zamisli federalizma in populizma v ukrajinski in ruski zgodovinski misli. Imel je velik vpliv na poznejše ukrajinske zgodovinarje, kot sta Volodimir Antonovič in Mihajlo Gruševski. Po vseh teh težkih udarcih se je tako rekoč ohladil proti sedanjosti in se zanjo prenehal zanimati ter se končno odpravil k študiju preteklosti in arhivskemu delu. Druga za drugim so se pojavljala njegova dela, posvečena pomembnim vprašanjem zgodovine Male Rusije, ruske države in Poljske. Leta 1863 so izšle Severnoruske ljudske pravice ... (Севернорусские народоправства ...), priredba enega od tečajev, ki jih je prebral na Univerzi v Sankt Peterburgu. Leta 1866 je revija Vestnik Evropi izdala Čas težav moskovske države (Смутное время Московского государства), nato v letih 1869–70 Zadnja leta Republike obeh narodov (Последние годы Речи Посполитой). V zgodnjih 1870-ih je Kostomarov začel delo O zgodovinskem pomenu ustvarjanja ruskega ljudskega pesništva (Об историческом значении русского песенного народного творчества). Prekinitev arhivskega študija leta 1872, ki je nastala zaradi oslabitve vida, mu je dala razlog, da sestavi Rusko zgodovino v življenjepisih njenih glavnih osebnosti (Русская история в жизнеописаниях её главнейших деятелей).
Kostomarov je bil strokovnjak za vzhodnoslovansko folkloro. Predstavil je zamisel, da obstajata dve vrsti ljudstva Rusov, tisti iz kijevskega ozadja, med porečjem Dnepra, ki ga je imenoval južni Rusi, in tisti iz novgorodskega ozadja, ki ga je imenoval severni Rusi. Severne Ruse je opazoval kot politične hegemone ruske države. Kot zgodovinar je odražal romantične usmeritve svojega časa. Bil je prvi ruski zgodovinar, ki je uporabil etnografijo in ljudsko pesem v zgodovini in skušal s to metodo razločiti »duh« ljudstva, vključno z »narodnim duhom«. Na podlagi njihovih ljudskih pesmi in zgodovine je dejal, da so se ljudstva, ki jih je imenoval Severna ali Velika Rus na eni strani in Južna ali Mala Rus na drugi strani (Rusi in Ukrajinci) razlikovali po značaju in tvorili dve ločeni ruski narodnosti. V svojem znanem eseju Dve ruski narodnosti (rusko Две русские народности), mejniku v zgodovini narodniške misli, je zapisal, kar nekateri menijo, da so zamisli Rusov, nagnjenih k avtokraciji, kolektivizmu in državotvornosti, in Ukrajincev, nagnjenih k svobodi in  individualizmu. Članek Kostomarova o problemu psihološke raznolikosti ruskega ljudstva v Ruskem imperiju je vplival na znanstveno raziskovanje kolektivne psihologije v Vzhodni Evropi.
V svojih različnih zgodovinskih spisih je bil vedno zelo pozitiven glede Kijevske Rusije in Novgorodske republike, do tega, kar je menil za sistem več ljudskih skupščin (glej zlasti njegovo monografijo O vlogi Velikega Novgoroda v ruski zgodovini (rusko О значении Великого Новгорода в русской истории), in kasnejše zaporoško kozaško bratstvo, za katerega je menil, da je delno tudi dedič demokratičnega sistema. Nasprotno pa je bil kritičen do stare avtokracije v Moskovski veliki kneževini. Kostomarov je v svojih dneh pridobil popularno slavo, ko je dvomil v zgodbo o Ivanu Susaninu, legendarnem mučeniškem narodnem junaku, na katerega gledajo kot na rešitelja Moskovlja (glej: Ivan Susanin. Zgodovinski pregled (rusko Иван Сусанин (Историческое исследование)). Kostomarova je zanimala zgodovina uporniških voditeljev v Rusiji. Njegovo podrobno pisanje o primeru Stenke Razina, ene najpriljubnejših osebnosti v zgodovini Donske kozaške vojske, je bilo še posebej pomembno za politično evolucijo ljudstva.

## Kostomarov proti Pogodinu
Kostomarov se je dolga leta prepiral z Mihailom Pogodinom glede jezikovnega in etnografskega izvora besede »Rus«. Kostomarov je zavrnil dejstvo, da ime Rus prihaja v slovansko območje iz Skandinavije, Pogodin pa je trdil, da so prvi Rusi prišli iz Roslagena na območju sedanje Švedske. Pogodin je povezal etnonim Rus s Skandinavijo glede na trgovsko pot od Varjagov do Grkov. Nasprotno je Kostomarov povezal etnonim Rus z vzhodnoslovansko ekumeno. Prepir med Kostomarovom in Pogodinom o nastanku Rusije je vplival na izgradnjo dveh različnih zgodovinopisnih šol v Rusiji – »normanistov« in »antinormanistov«. Pod vplivom spora med Pogodinom in Kostomarovom, ki se je odvijal na imperialni moskovski univerzi, je knez Peter Vjazemski dejal: »Če prej nismo vedeli, v katero smer gremo, zdaj tudi ne vemo, od kod gremo«.

## Religija
Kostomarov je bil zelo veren človek in pobožni privrženec Ruske pravoslavne cerkve. Bil je kritičen do katoliških in poljskih vplivov na območju Ukrajine in Belorusije skozi stoletja, a je kljub temu veljal za bolj odprtega za katoliško kulturo kot mnogi njegovi ruski sodobniki in pozneje člani slovanskih dobrodelnih društev.

## Pisatelj
Kostomarov je bil tudi romantični pisatelj in pesnik, član harkovske romantične šole. Izdal je dve pesniški zbirki (Ukrajinske balade (1839) in Podružnica (1840)). Obe zbirki vsebujeta zgodovinske pesmi večinoma o Kijevski Rusiji in Bogdanu Hmelnickem. Objavil je tudi podrobno analizo velikoruskih ljudskih pesmi. Njegovo pesništvo je znano po tem, da vključuje besedišče in druge elemente tradicionalnih prvin in ljudskih pesmi, ki jih je zbiral in opazoval v svojih zgodovinskih raziskavah glede etnografije.
Pisal je tudi zgodovinske drame, ki pa so malo vplivale na razvoj gledališča. Napisal je tudi prozo v ruščini (noveleta Kudejar, 1875) in ruščini, pomešano z ukrajinskim mirom (Černigovka, 1881), vendar tudi te veljajo za nepomembne.

## Zadnja leta
Februarja 1875 je Kostomarov zbolel za tifusom, kar je močno spodkopalo njegovo zdravje. Hkrati je njegova mati umrla zaradi pljučnice. 9. maja 1875 se je poročil z Alino Leontijevno Kisel (rojeno Kragelska) (1830–1907), ki je bila njegova zaročenka že pred aretacijo leta 1847, po njegovem izgnanstvu pa se je poročila z drugim.
Dela zadnjih let njegovega življenja so kljub vsem svojim velikim zaslugam nosila nekaj sledi razbite moči talenta. Imajo manj posploševanj, manj živahnosti v predstavitvi, mesto briljantnih lastnosti včasih nadomesti suh seznam dejstev, ki nekoliko spominjajo na način Solovjova. V teh letih je Kostomarov celo izrazil takšno stališče, da je celotna naloga zgodovinarja omejena na prenos preverjenih dejstev, ki jih je našel v virih. Z neutrudljivo energijo je delal vse do svoje smrti.
Umrl je 19. aprila 1885 po dolgi in boleči bolezni. Pokopali so ga v Sankt Peterburgu na Literarni brvi Volkovskega pokopališča.

## Ocena uspešnosti
Kostomarov kot zgodovinar je bil tako za časa življenja kot po smrti večkrat izpostavljen močnim napadom. Očitali so mu površno rabo virov in iz tega izhajajoče napake, enostranskost njegovih pogledov, pristranskost. V teh obtožbah je nekaj resnice. Neizogibne zmote in zmote katerega koli znanstvenika so morda nekoliko pogostejše v pisanju Kostomarova, vendar je to po mnenju Benedikta Mjakotina posledica izjemne raznolikosti njegovih dejavnosti in navade, da se zanaša na svoj bogat spomin. V tistih redkih primerih, ko se je svetovni nazor Kostomarova res izkazal – namreč v nekaterih njegovih delih o maloruski (ukrajinski) zgodovini – je bila to le naravna reakcija proti še bolj svetovnemu nazoru, izraženim v literaturi z druge strani. Poleg tega mu ni vedno samo gradivo, na katerem je delal, dalo možnost, da se drži svojih pogledov na nalogo zgodovinarja. Zgodovinar notranjega življenja ljudi, v svojih znanstvenih pogledih in simpatijah bi moral biti v svojih delih, posvečenih Ukrajini, upodobitev zunanje zgodovine.
Vsekakor se lahko celoten pomen Kostomarova v razvoju ruskega zgodovinopisja brez pretiravanja imenuje ogromen. V vseh svojih delih je uvajal in vztrajno zasledoval zamisel ljudske zgodovine. Sam ga je razumel in izvajal predvsem v obliki preučevanja duhovnega življenja ljudi. Kasnejši raziskovalci so vsebino te zamisli razširili, vendar to ne zmanjša njegovih zaslug. V zvezi s to glavno zamislijo njegovih del je imel še eno – o potrebi po preučevanju plemenskih značilnosti vsakega dela ljudstva in ustvarjanju regionalne zgodovine. Če se je v sodobni znanosti uveljavil nekoliko drugačen pogled na nacionalni značaj, ki je zanikal nepremičnost, ki mu jo je pripisal Kostomarov, je bilo njegovo delo tisto, ki je služilo kot zagon, odvisno od tega, kako je preučevanje zgodovine regij začel razvijati. V razvoj ruske zgodovine je vnašal nove in plodne zamisli in samostojno preiskoval številna vprašanja na njenem področju, zahvaljujoč posebnostim svojega talenta je hkrati v množici ruske zgodovine vzbudil veliko zanimanje za zgodovinsko znanje javnosti. Globoko razmišljajoč, skorajda se je navadil na antiko, ki jo je študiral, jo je v svojih delih reproduciral s tako svetlimi barvami, v tako izbočenih podobah, da je pritegnila bralca in se mu vrezala v misli z neizbrisnimi potezami. V njegovi osebi sta bila uspešno združena zgodovinar mislec in umetnik – in to mu je zagotovilo ne le eno prvih mest med ruskimi zgodovinarji, ampak tudi največjo priljubljenost med bralsko javnostjo.
Njegova stališča najdejo svojo uporabo v analizi sodobnih azijskih in afriških družb. Tako je na primer sodobni orientalist Said Gafurov v svojem članku o teoriji tretjega sveta poudaril libijskega voditelja Moamerja Gadafija:
Zanimivo je, da je semantika besede »džamahirija« povezana s koncepti, ki jih je Kropotkin štel za zgodnje oblike anarhizma. Opozoril je na primer, da je ruski zgodovinar Kostomarov uporabil koncept »ljudske vladavine«, kar je morda uspešen prevod arabske besede – novotvorbe »Džamahirija« v ruščino.
Leta 1885 je Aleksej Hovanski, urednik Filologičeskih zapiskov, v svoji znanstveni reviji objavil osmrtnico o Kostomarovu.

## Priznanja

### Poimenovanja
Po njem so imenovane ulice v naslednjih mestih:
- Vasilkiv, Kijevska oblast, Ukrajina
- Voronež, Rusija
- Dnepro, Ukrajina
- Kovel, Volinska oblast, Ukrajina
- Lvov, Ukrajina
- Priluki, Černigovska oblast, Ukrajina
- Harkov, Ukrajina
- ime N. I. Kostomarova nosi ulica v njegovem majhnem rojstnem kraju, v slobodi Jurasovka.
- spominska plošča, nameščena leta 1996 na stavbi nekdanje gubernijske gimnazije, kjer je študiral N. I. Kostomarov
- po njem so poimenovali avditorij št. 558 Fakultete za zgodovino Narodne univerze V. N. Karazina v Harkovu
- leta 2017 je Narodna banka Ukrajine izdala spominski kovanec za 2 grivni, posvečen N. I. Kostomarovu

## Izvirna dela
Večina navedenih del je na voljo na spletu.
- — (1861), О значении Великого Новгорода в русской истории [O vlogi Velikega Novgoroda v ruski zgodovini]
- — (1861), Две русские народности [Dve ruski narodnosti]
- — (1861), Мысли о федеративном начале в Древней Руси [Nekaj misli o problemu federalizma v stari Rusiji]
- — (1862), »Иван Сусанин (Историческое исследование)« [Ivan Susanin (Zgodovinski pregled)], Otečestvennie zapiski
- — (1863), Севернорусские народоправства во времена удельно-вечевого уклада (история Новгорода, Пскова и Вятки) [Severnoruske ljudske pravice v času območno-večnega ustroja (zgodovina Novgoroda, Pskova in Vjatke)]
- — (1866), »Смутное время Московского государства« [Čas težav moskovske države], Vestnik Evropi
- — (1867), Южная Русь в конце XVI века [Južna Rusija ob koncu 16. stoletja]
- — (1867), Об отношении русской истории к географии и этнографии [O ruski zgodovini, ki se odraža v geografiji in etnografiji]
- — (1869–1870), »Последние годы Речи-Посполитой: Историческая монография« [Zadnja leta Republike obeh narodov: Zgodovinska monografija], Vestnik Evropi
- — (1872), Великорусская народная песенная поэзия. По вновь изданным материалам [Velikoruske ljudske pesmi. Na podlagi novih objavljenih materialov]
- — (1873–1888), Русская история в жизнеописаниях её главнейших деятелей [Ruska zgodovina v življenjepisih njenih glavnih osebnosti]
- — (1922), Автобиография Н. И. Костомарова [Avtobiografija N. I. Kostomarova], Moskva: Zadruga, str. 440